# ريكاردو بيلمونت
ريكاردو بيلمونت هو صحفي وشخصية أعمال وسياسي بيروفي، ولد في أغسطس 1945 في ليما في بيرو. نشط حزبياً في Centre Front ‏. وقد انتخب عمدة ليما ‏ (1990 – 1995).

## وصلات خارجية
- الموقع الرسمي